# هيلانة (أسطورة)
هَيلانة أو هَيلانة الطَّرْوَادية أو هيلين في إلياذة هوميروس هي أجمل نساء الأرض عند الإغريق، خطب ودها جميع ملوك الإغريق وتسابقو للفوز بقلبها إلى أن اختارت منيلاوس زوجا لها، ولكنها وقعت في غرام باريس بسبب سحر (افروديت) إلهة الجمال عند الإغريق عندما كان في ضيافة زوجها واختارت الفرار معه إلى طروادة متسببة باندلاع حرب لمدة عشرة سنوات انتهت بسقوط طروادة ومقتل ملكها بريام وأميرها هكتور ولكن هيلين استطاعت الفرار مع باريس، بعد انتهاء سحر افروديت عادت إلى زوجها منيلاوس ولم ينجبا إلاّ ابنة واحدة هي هرميون.

## معرض صور

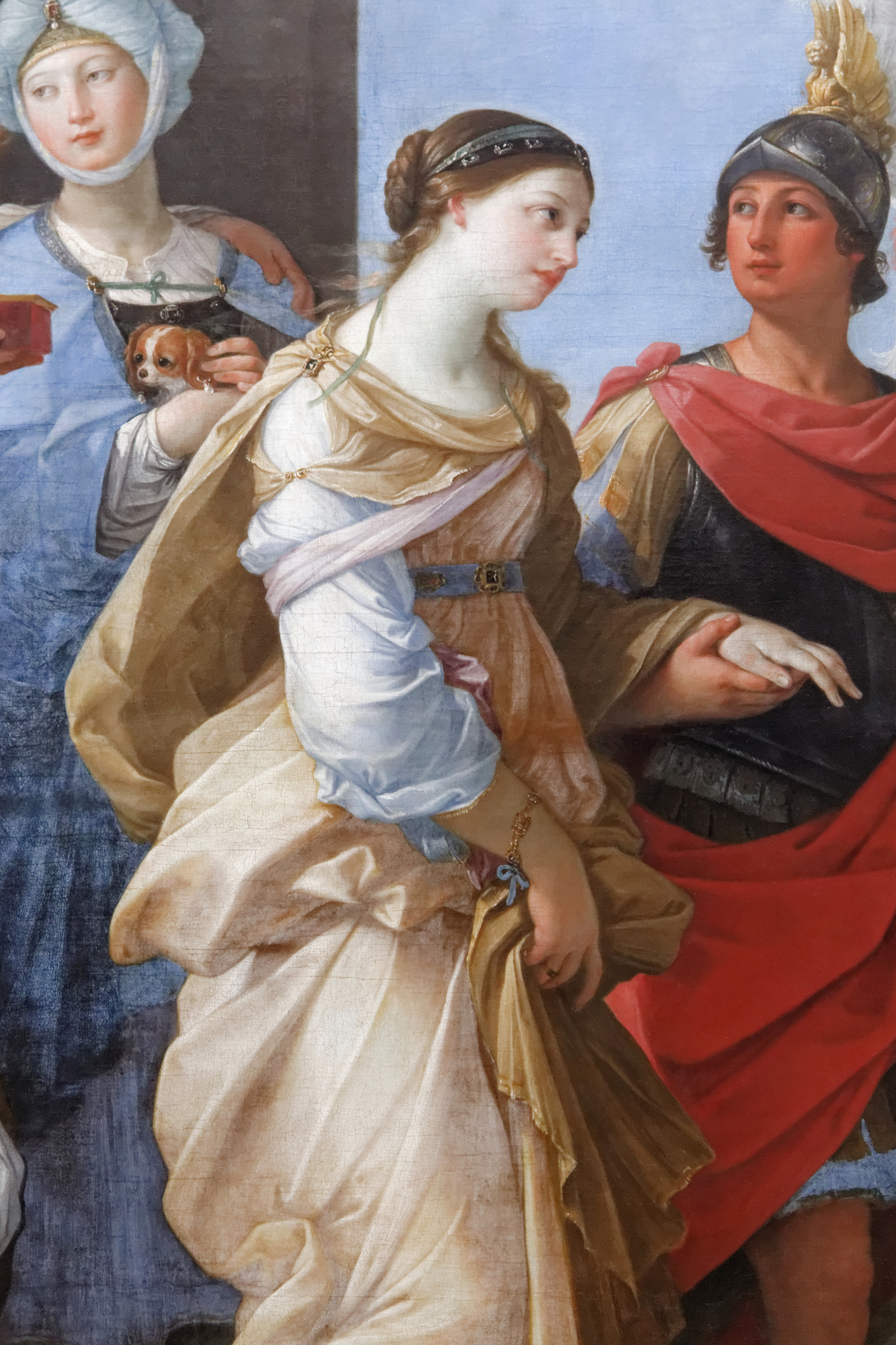
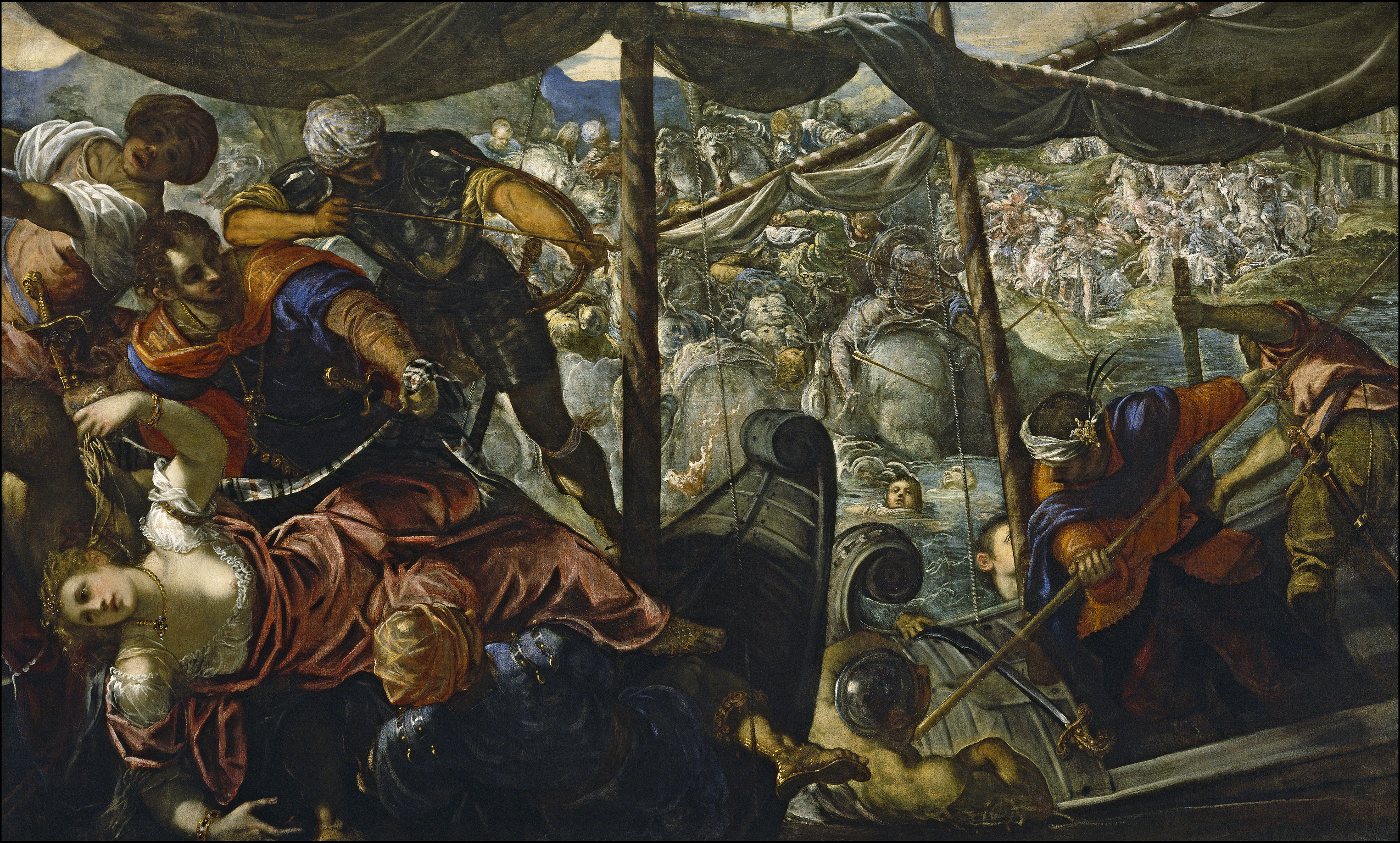